# Teodoro Trivulzio

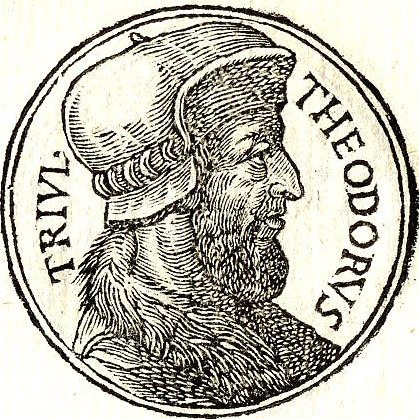
Théodore de Trivulce

Teodoro Trivulzio, in het Frans Théodore de Trivulce (Milaan, 1474 – Lyon, 1531) was een militair uit Milaan, die voor rekening van de koning van Frankrijk vocht. Hij bracht het tot maarschalk van Frankrijk en gouverneur van Lyon.

## Levensloop
Trivulzio werd geboren in Milaan, in een familie van stadsadel. Hij werd condottiero of commandant van soldeniers. Voor 1499 vocht hij in het koninkrijk Napels voor het koningshuis van Aragon. Vanaf 1499, namelijk in de Tweede Italiaanse Oorlog (1499-1504) koos hij voor het leger van de koning van Frankrijk, Lodewijk XII. Zijn oom, Gian Giacomo Trivulzio, had al in 1495 de kant van de Fransen gekozen. Vervolgens vocht Trivulzio in de Oorlog van de Liga van Kamerijk, uitgevochten in Noord-Italië. Trivulzio had er het bevel over Venetiaanse huurlingen, in dienst van de Fransen. Zo stond hij op de slagvelden van Agnadello (1509) en van Ravenna (1512), tweemaal aan de winnende zijde. Trivulzio kreeg de graad van generaal. In 1523 viel Venetië, het thuisland van zijn soldeniers, in handen van keizer Karel V en het Rooms-Duitse Rijk.
In het jaar 1525 was Trivulzio kort Frans gouverneur van het veroverde Milaan, zijn geboortestad. Doch na de Slag bij Pavia (1525) gaven de Fransen het hertogdom Milaan over aan keizer Karel V. Dit was het einde van de Italiaanse Oorlog (1521-1526) en het voorlopig einde van de Franse ambities in de Po-vlakte.
Trivulzio had een rol bij de terugtrekking van de Franse troepen naar de Rhônevallei. Koning Frans I bevorderde Trivulzio tot maarschalk van Frankrijk (1526). Nadat Trivulzio (Frans) gouverneur van Genua geweest was (1527-1528), kreeg hij de post van militair gouverneur van de stad Lyon (1530). Hij stierf in Lyon in 1532.